# Cambiale ipotecaria
La cambiale ipotecaria consiste in un credito cartolare garantito da ipoteca. La peculiarità risiede nel fatto che la garanzia non riguarda il credito sottostante ma il rapporto cartolare stesso.

## I titoli cartolari
I titoli cartolari (pagherò cambiario, cambiale tratta e assegno) sono caratterizzati innanzitutto dall'incorporazione del diritto cui si riferisce il titolo di credito nel documento cartaceo che lo rappresenta. Sono titoli astratti nel senso che non rileva il rapporto sottostante detto rapporto causale che li ha generati
In base al principio del Possesso vale titolo, il possesso della carta in cui è incorporato il credito, sostituisce la prova del titolo d'acquisto; pertanto colui che ha per le mani il documento ne è possessore legittimato (pur non essendone eventualmente il titolare) e pertanto può esercitare i diritti relativi.

## Particolarità della cambiale ipotecaria
La cambiale ipotecaria è assistita da una garanzia su un immobile, che porta il creditore ipotecario al diritto, nel caso di mancato pagamento, di essere soddisfatto delle ragioni del proprio credito con priorità rispetto agli altri creditori. Questi ultimi, con termine derivante dal greco, sono definiti creditori chirografari.
Esiste una profonda differenza tra il regime dell'ipoteca e quello della cambiale ipotecaria. La prima sussiste solo se il credito garantito è ancora in atto, nella cambiale ipotecaria il privilegio non assiste il credito, (rapporto causale che nel frattempo potrebbe essere estinto), ma il rapporto cartolare incorporato nel titolo di credito (materialmente la carta del titolo di credito cioè l'oggetto fisico cambiale oppure assegno che segue le regole del trasferimento mediante la serie delle girate).

## Diffusione dell'istituto
L'istituto della cambiale ipotecaria comporta un elevato carico fiscale e il ricorso a notaio per la iscrizione nei libri fondiari. Normalmente, perciò è evitata nei normali rapporti commerciali. Si fa ricorso ad essa in caso di compravendita di immobili con pagamento dilazionato nel tempo.
Nell'ordinamento giuridico italiano, il venditore di un bene immobile ha il diritto all'ipoteca legale. Molto diffusa è la pratica di rinuncia all'ipoteca legale e la sua sostituzione con una ipoteca convenzionale, il più delle volte tramite cambiali ipotecarie. In tal caso, infatti, già si preventivano le spese di notaio e d'imposta di registro e ipotecarie.

## Fonte normativa
La cambiale ipotecaria è regolata nel diritto italiano dagli art. 2831 e seguenti del codice civile.